# Communauté de communes des Sucs
La communauté de communes des Sucs est une communauté de communes française, située dans le département de la Haute-Loire et la région Auvergne-Rhône-Alpes.

## Histoire
Elle est créée le 28 juin 1999.

## Territoire communautaire

### Composition
La communauté de communes est composée des 9 communes suivantes :

| Nom                     | Code Insee | Gentilé         | Superficie (km2) | Population (dernière pop. légale) | Densité (hab./km2) |
| ----------------------- | ---------- | --------------- | ---------------- | --------------------------------- | ------------------ |
| Yssingeaux (siège)      | 43268      | Yssingelais     | 80,57            | 7 380 (2022)                      | 92                 |
| Araules                 | 43007      | Araulais        | 31,1             | 615 (2022)                        | 20                 |
| Beaux                   | 43024      | Béaliens        | 16,78            | 865 (2022)                        | 52                 |
| Bessamorel              | 43028      | Ardaymois       | 7,37             | 448 (2022)                        | 61                 |
| Grazac                  | 43102      | Grazacois       | 21,66            | 1 126 (2022)                      | 52                 |
| Lapte                   | 43114      | Laptois         | 30,75            | 1 774 (2022)                      | 58                 |
| Retournac               | 43162      | Retournacois    | 45,76            | 2 971 (2022)                      | 65                 |
| Saint-Julien-du-Pinet   | 43203      | Julipinois      | 17,2             | 487 (2022)                        | 28                 |
| Saint-Maurice-de-Lignon | 43211      | Saint-Mauriçois | 30,23            | 2 666 (2022)                      | 88                 |

### Démographie
| 1968   | 1975   | 1982   | 1990   | 1999   | 2009   | 2014   | 2020   |
| ------ | ------ | ------ | ------ | ------ | ------ | ------ | ------ |
| 13 736 | 13 876 | 13 720 | 13 568 | 14 496 | 16 766 | 17 544 | 18 202 |

## Administration

### Siège
Le siège de la communauté de communes est situé place Charles de Gaulle à Yssingeaux.

### Les élus
Le conseil communautaire de la communauté de communes des Sucs se compose de 29 conseillers  élus pour une durée de six ans.
Ils sont répartis comme suit :
| Nombre de conseillers | Communes                           |
| --------------------- | ---------------------------------- |
| 10                    | Yssingeaux                         |
| 4                     | Retournac, Saint-Maurice-de-Lignon |
| 3                     | Lapte                              |
| 2                     | Araules, Beaux, Grazac             |
| 1 (+1 suppléant)      | Bessamorel, Saint-Julien-du-Pinet  |

### Liste des présidents
| Période      | Période                   | Identité       | Étiquette | Qualité |
| ------------ | ------------------------- | -------------- | --------- | --- |
| 1999         | 2001                      | Jacques Barrot | UDF       | Maire d'Yssingeaux (1989 → 2001) Conseiller général d'Yssingeaux (1966 → 2004) Député de la Haute-Loire (1re circ.) (1967 → 2004) |
| 2001         | juillet 2020              | Bernard Gallot | DVD       | Maire d'Yssingeaux (2001 → 2020)                                                                                                  |
| juillet 2020 | décembre 2020 (démission) | Hervé Gaillard | DVD       | Maire de Grazac (2014 → ) |
| janvier 2021 | En cours                  | Daniel Favier  | DVD       | Maire de Beaux (2020 → ) |

### Régime fiscal et budget
Le régime fiscal de la communauté de communes est la fiscalité professionnelle unique (FPU).